# 游興
游興（1440年—？），字用賓，福建福州府懷安縣人，民籍。明朝政治人物。進士出身。
成化元年，福建乙酉乡试中舉。成化八年，登壬辰科會試中進士，擔任南京刑部郎中。
曾祖父游伯寅。祖父游珪。父亲游文坦。